# Tolidomordella
Tolidomordella is een geslacht van kevers uit de familie spartelkevers (Mordellidae).
Het geslacht is voor het eerst wetenschappelijk beschreven in 1950 door Ermisch.

## Soorten
Het geslacht omvat de volgende soorten:
- Tolidomordella discoidea (Melsheimer, 1845)
- Tolidomordella fenestrata (Champion, 1891)